# هوهن پولدینگ
هوهن پولدینگ (به آلمانی: Hohenpolding) یک شهر در آلمان است که در بایرن واقع شده‌است.

## خصوصیات
هوهن پولدینگ ۲۷٫۴۲ کیلومترمربع مساحت دارد ۴۸۸ متر بالاتر از سطح دریا واقع شده‌است.